# Wapen van Menen
Het wapen van Menen is het heraldisch wapen van de West-Vlaamse gemeente Menen. Het eerste wapen werd op 14 april 1824 verleend en op 7 april 1838 bevestigd.

## Geschiedenis

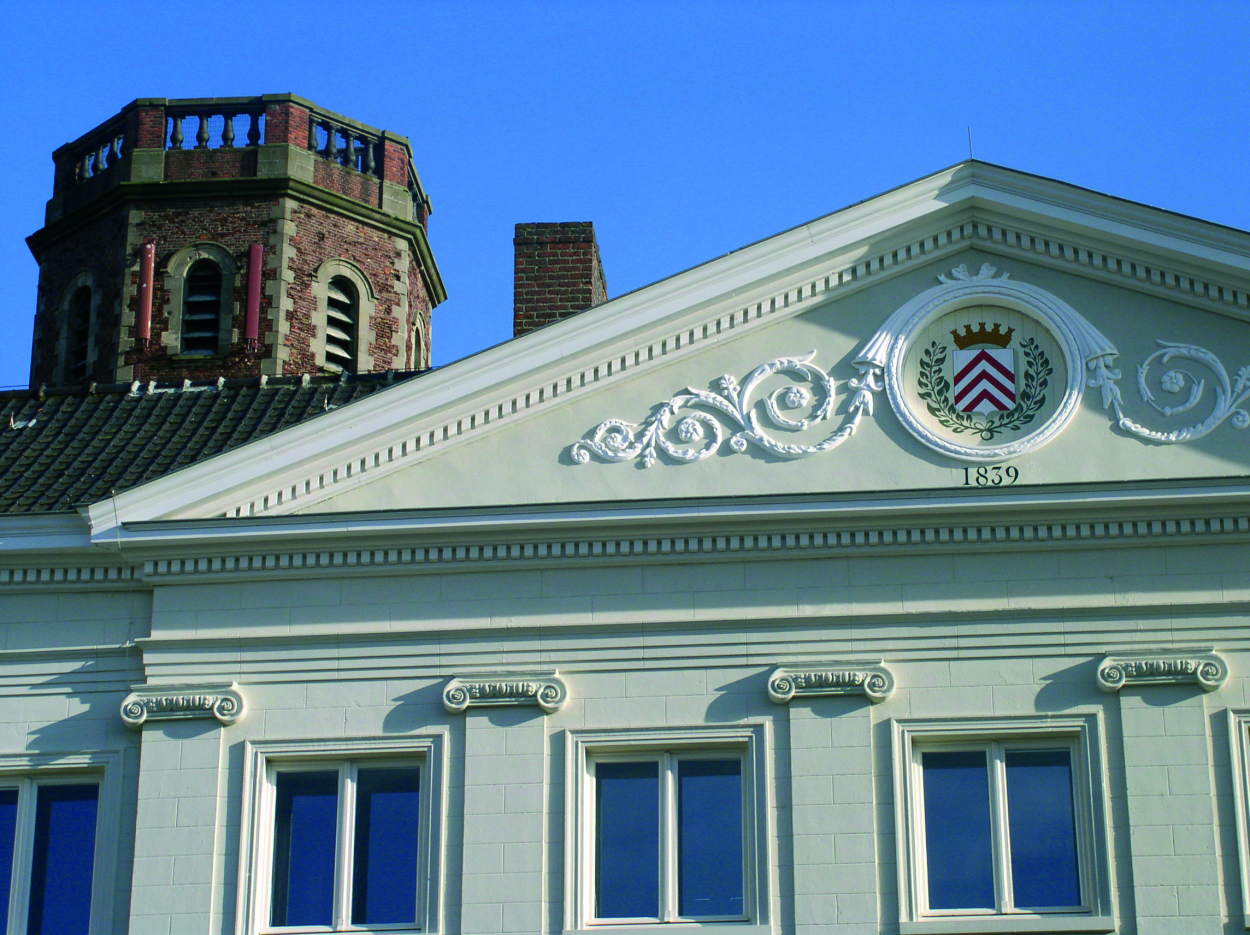
Het wapen van Menen op het stadhuis

Het wapenschild van Menen heeft zijn oorsprong van de wapenschilden van de burgraven van Menen uit de 13e eeuw. 
Het wapenschild heeft zijn oorsprong in de middeleeuwen en is nauw verbonden met de heraldiek van adellijke families die invloed uitoefenden op de stad. Tijdens de middeleeuwen maakte Menen deel uit van het graafschap Vlaanderen, en het wapenschild bleef een symbool van stedelijke autonomie en trouw aan de heersende macht. Al vanaf de 16e eeuw werd het wapen meerdere keren afgebeeld op zegels, vaandels en officiële documenten van de stad.
In het graafschap Vlaanderen (en het ancien régime) hadden het Kasselrij Kortrijk, Menen had toen al zijn wapenschild (In zilver drie kepers van keel. Het schild getopt met een stedekroon met vijf torens van goud) Het is ook te zien op het wapenschild van het Kasselrij Kortrijk (Rechts onderaan) net zoals de wapens van Harelbeke, Tielt en Deinze.
Het eerste wapen werd op 14 april 1824 verleend, toen waren België en Menen nog onderdeel van het Verenigd Koninkrijk der Nederlanden. Na de Belgische onafhankelijkheid werd het gebruik van historische wapens officieel erkend. Het huidige wapenschild werd bij koninklijk besluit officieel toegekend aan de stad Menen op 7 april 1838.
Het oorspronkelijke wapen is Menen op 14 april 1824 verleend en op 7 april 1838 bevestigd. Destijds waren de punthaken zwart in plaats van rood. Ze zijn geïnspireerd op de wapenschilden van de heren van Menen uit de 13e eeuw. Dit werd in 1953 gecorrigeerd en terugveranderd naar rood. In 1980 werd de kroon veranderd in een stadskroon.
In 1977 fuseerde Menen met de deelgemeenten Lauwe en Rekkem. Bij deze gelegenheid kon de nieuwe fusiegemeente een nieuw wapen kiezen, maar Menen behield bewust het historische stadswapen, als eerbetoon aan haar centrale rol en rijke verleden. Daarmee is het wapen ook een symbool van continuïteit en identiteit voor de hele fusiegemeente.

## Blazoenering

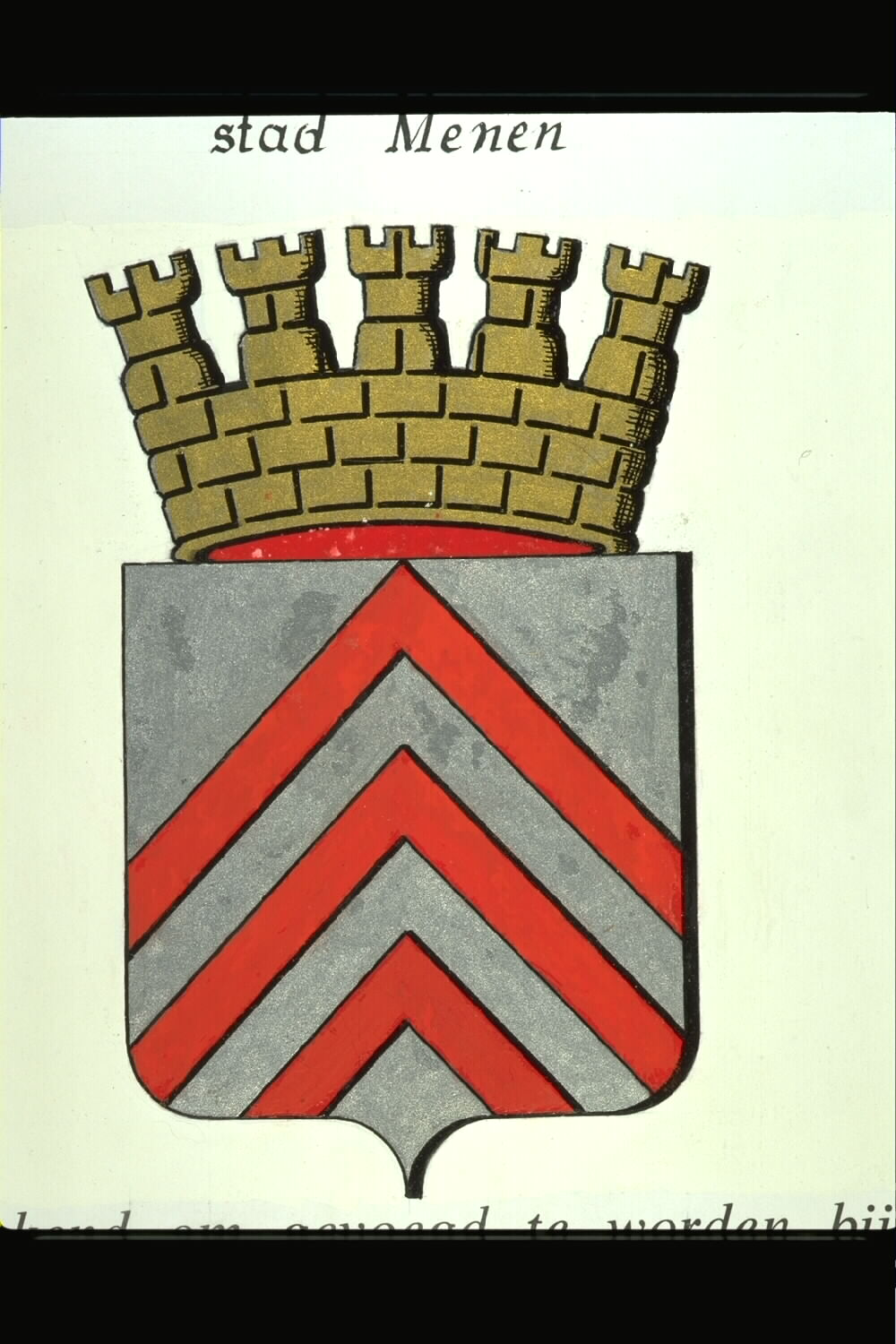
Officiële tekening van het wapen van Menen

De officiële blazoenering luidt:
In zilver drie kepers van keel. Het schild getopt met een stedekroon met vijf torens van goud.

## Galerij

### Historische wapens

Wapen van Menen (1980-heden)[1]
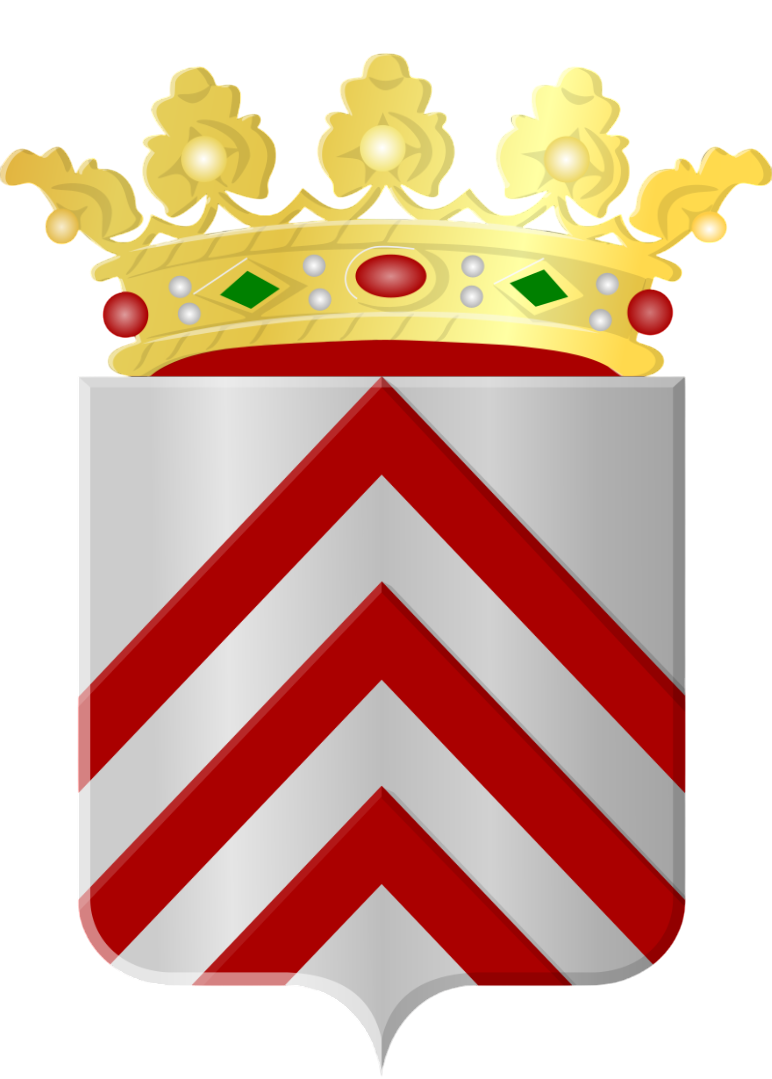
Wapen van Menen (1953-1980)
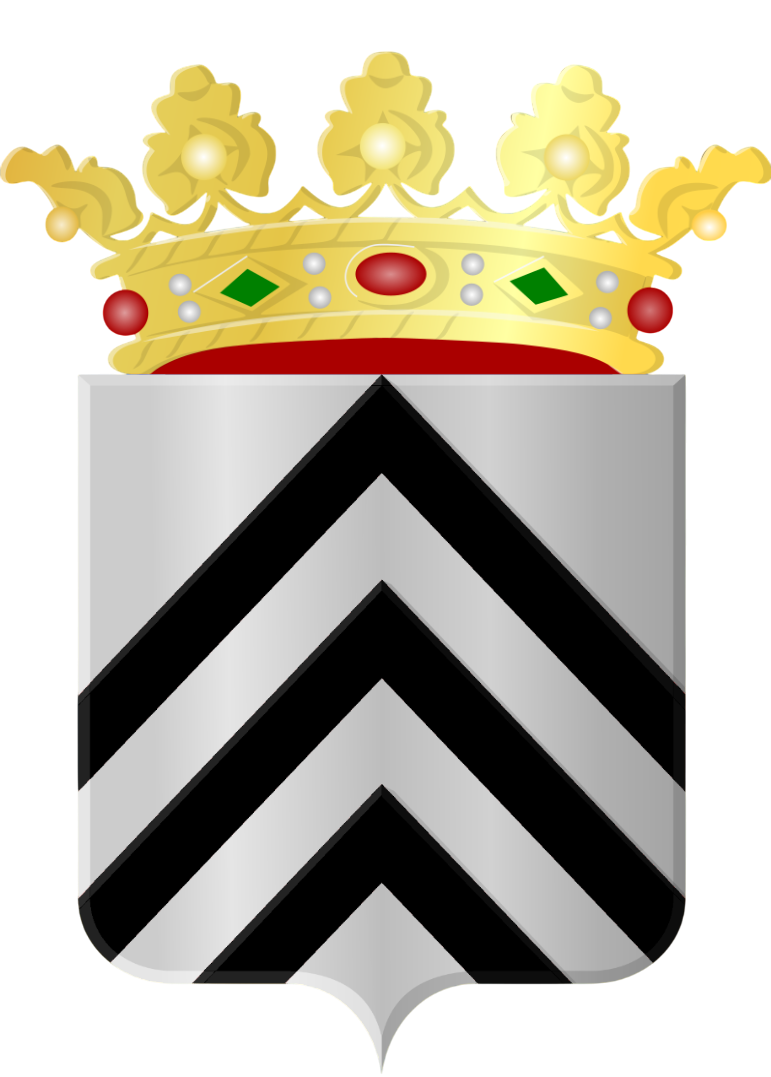
Wapen van Menen (1824-1953)

### Varianten van het stadswapen

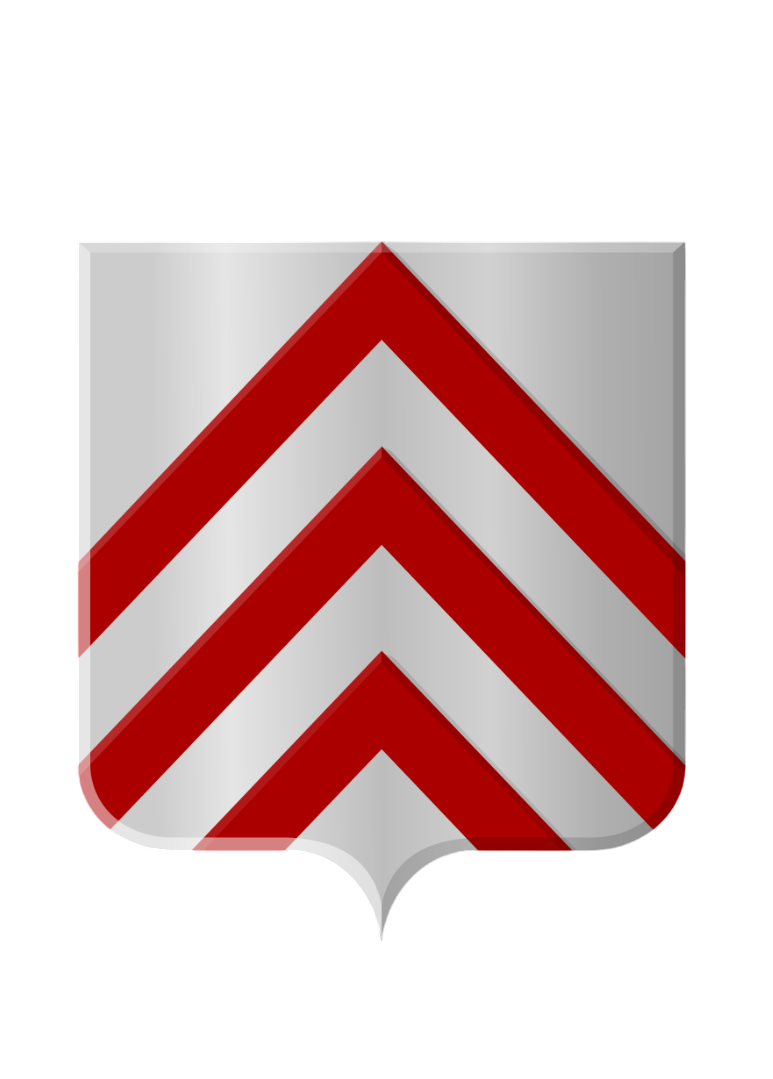
Wapen van Menen (zonder kroon)
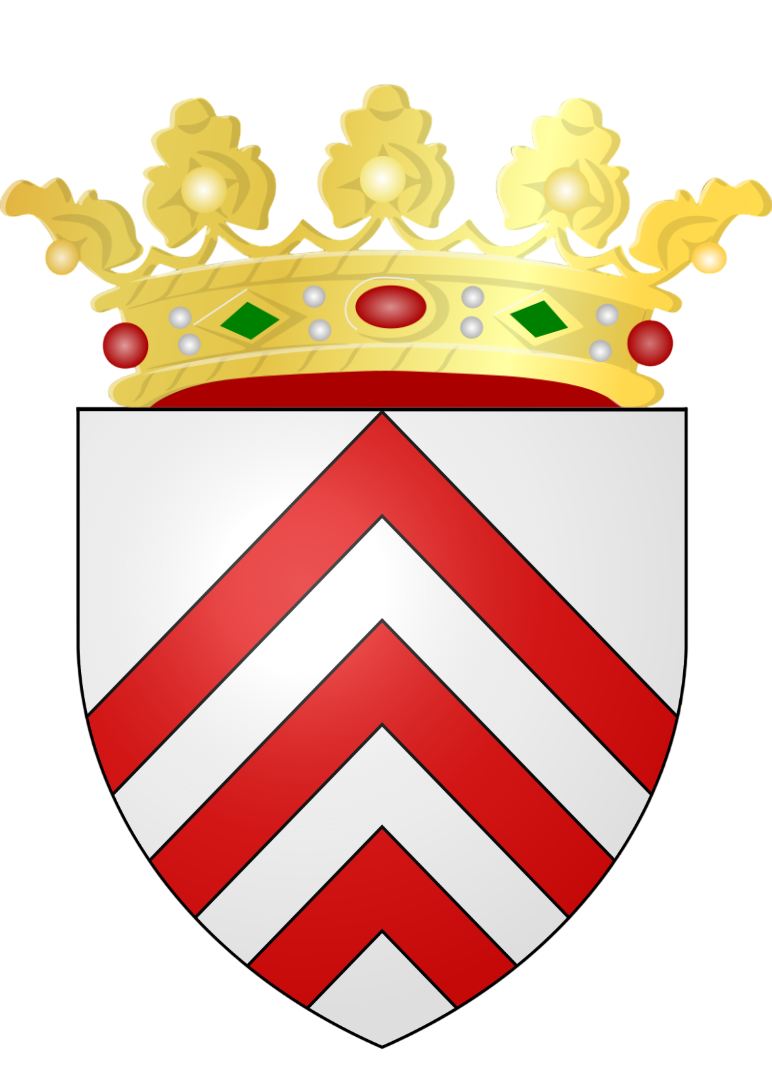
Wapen van Menen (schildvariant)
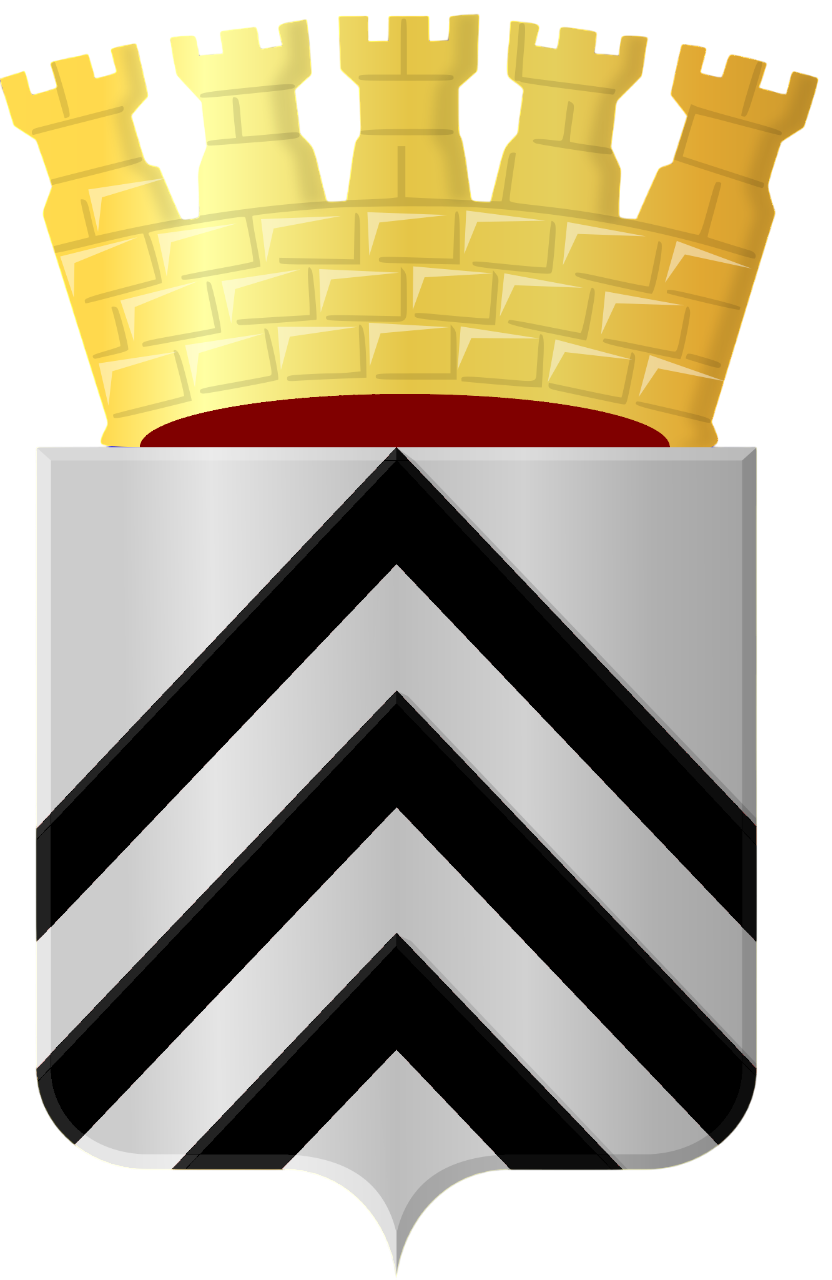
Wapen van Menen (zwart, met stadskroon)

### Varianten met het stadswapen

Wapen van Kasselrij Kortrijk (1067-1795)